# Provincia di Huaraz
La provincia di Huaraz è una provincia del Perù, situata nella regione di Ancash.

## Geografia antropica

### Suddivisioni amministrative
È divisa in 12 distretti:
- Huaraz
- Cochabamba
- Colcabamba
- Huanchay
- Independencia
- Jangas
- La Libertad
- Olleros
- Pampas
- Pariacoto
- Pira
- Tarica